# Belgie na Letních olympijských hrách 2016
Belgie se účastnila Letní olympiády 2016.

## Medailisté
| Medaile | Jméno | Sport         | Soutěž                         |
| ------- | --- | ------------- | ------------------------------ |
| Zlato   | Greg Van Avermaet | Cyklistika    | Muži závod s hromadným startem |
| Zlato   | Nafissatou Thiamová | Atletika      | Ženy sedmiboj                  |
| Stříbro | Pieter Timmers | Plavání       | Muži 100 m volný způsob        |
| Stříbro | Arthur van Doren John-John Dohmen Florent van Aubel Sebastien Dockier Cédric Charlier Gauthier Boccard Emmanuel Stockbroekx Thomas Briels Felix Denayer Vincent Vanasch Simon Gougnard Loïck Luypaert Tom Boon Jérôme Truyens Elliot van Strydonck Tanguy Cosyns | Pozemní hokej | Muži                           |
| Bronz   | Dirk Van Tichelt | Judo          | Muži 73 kg                     |
| Bronz   | Jolien D'Hooreová | Cyklistika    | Ženy omnium                    |